# Skylla (Peter Schneider)
Skylla ist ein Roman von Peter Schneider aus dem Jahr 2005.
Ich-Erzähler ist der wohlhabende Berliner Anwalt Leo Brenner, der die geschiedene polnische Archäologiestudentin Lucynna geheiratet hat. Die junge Frau lässt ihren neuen Ehemann mit dem gemeinsamen Kleinkind im süditalienischen Latium allein. Als Laie arbeitet sich Brenner in die Schriften seiner Frau ein. Schließlich finden Vater und Tochter die Ausreißerin auf Capri und bewahren sie in letzter Sekunde vor dem Todessprung vom Salto di Tiberio. Peter Schneider bietet dem Leser anschließend ein Happy End.

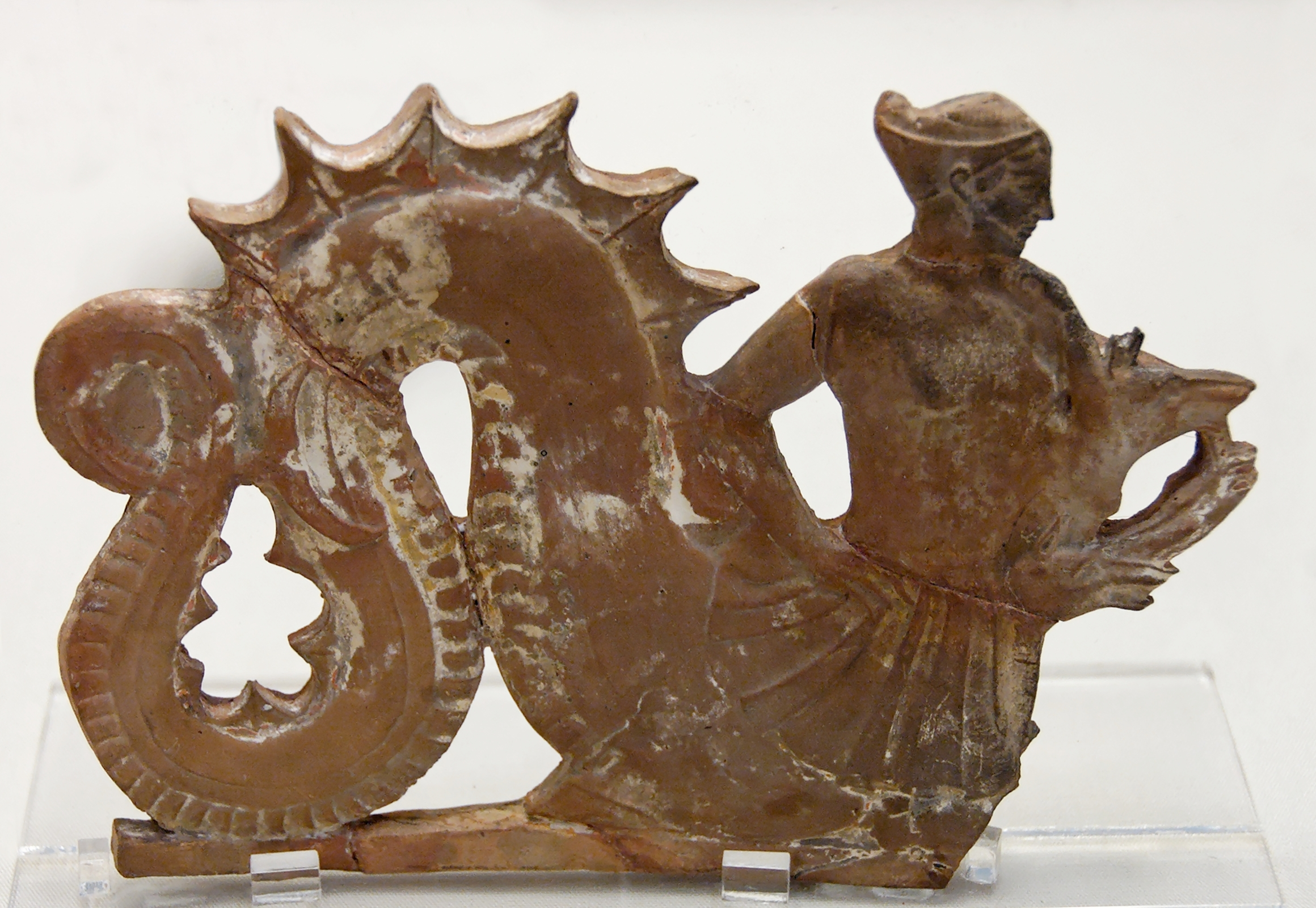
Das Seeungeheuer Skylla

## Historie
Bei Lützeler finden sich Details zum historischen Hintergrund: Peter Schneider schreibt nicht über Homers Skylla und Charybdis, sondern über die Skylla Vergils aus dem dritten Buch der „Aeneis“ sowie über Glaukos und die Nymphe Skylla aus Ovids „Metamorphosen“. Zwar bleibt der Ort der Handlung – am Meer zwischen Rom und Neapel – ungenannt, doch es kann sich nur um Sperlonga handeln. Darauf lässt die mehrfach genannte Grotte des Tiberius schließen. Inspirieren ließ sich Schneider – so Lützeler – von einer aus der rhodischen Werkstatt von Athanadoros, Hagesandros und Polydoros stammenden Skulpturengruppe, die Skylla beim Kampf gegen Odysseus und seine Mannschaft zeigt. Peter Schneider habe zur Skylla-Gruppe das gleichnamige Buch von Andreae und Conticello gelesen. Angeführt sind in dieser Publikation auch die Gemälde zum Motiv „Glaukos und Skylla“ von Bartholomäus Spranger aus dem Jahr 1581 sowie von Salvator Rosa aus dem Jahr 1663.

## Handlung
Die Handlung spielt um 1988: Leo und Lucynna Brenner fühlen sich während einer Reise durch die Toskana von den Massen deutscher Urlauber bedrängt, weichen südlich aus und bleiben mit der fast dreijährigen Tochter Lara zwischen Rom und Neapel hängen. Sie beschließen, ein Haus auf dem Hügel „castelluccio“ – direkt über der Grotte des Tiberius – zu erbauen und ignorieren die Warnung Einheimischer, auf dem Hügel in der wilden Macchia laste ein Fluch.
Lucynna, Studentin der Archäologie, hatte sich mit Unterstützung des Scheidungsanwaltes Leo Brenner von ihrem viel älteren Mann, dem Archäologie-Professor Robert Bouchard, scheiden lassen. Den Scheidungsgrund erfährt Brenner erst von Bouchard , nachdem ihm seine Frau davongelaufen ist. Vor Alexandria hatte die Unterwasser-Archäologin Lucynna im Alleingang ein dreißig Meter langes antikes Schiff vom Typ Trihemiolia gefunden. Der Gatte hatte die eigene Frau in seiner Aufsehen erregenden Publikation zum Fund nicht erwähnt. Die Ehe war unrettbar in die Brüche gegangen, nachdem der Professor seine Frau vergewaltigt hatte.
Während der Ausschachtungsarbeiten auf der Baustelle des Ehepaares Brenner stößt Lucynna auf ein Mosaik. Das ist gleichsam das zweidimensionale Abbild der Skylla-Gruppe, die Dr. Stamegna am Fuße des Hügels castelluccio – offensichtlich fehlerhaft – aus kopierten Bruchstücken des zertrümmerten Originals zusammensetzt. Fehlt dem Doktor doch die Hauptsache: Skylla. Das Meeresungeheuer ist aber in voller Pracht auf Lucynnas Mosaik zu sehen. Nur wenige Nebendinge fehlen auf dem antiken Kunstwerk. Diesmal will Leo Brenners Frau ihren Trihemiolia-Fehler nicht wiederholen. Sie teilt den Fund zwar ihrem Gatten mit, hält ihn aber sonst geheim. Trotzdem wird das Mosaik von Paul Stirlitz gestohlen. Auftraggeber ist vermutlich Prof. Bouchard. Denn dieser setzt in Rom die Skylla-Gruppe mit größerem Erfolg als sein Konkurrent Dr. Stamegna in der Provinz zusammen.
Stirlitz hatte sich als verkappter Baumensch, sprich als Helfer deutscher Häuslebauer auf der Apenninhalbinsel, bei Leo Brenner als angeblicher Kampfgefährte der turbulenten West-Berliner 1960er Jahre eingeschlichen. Der alte Kämpfer hatte seinerzeit Brenners Brandrede „Sprengt Springer!“ allzu wörtlich genommen und mit einem in die unbeabsichtigte Richtung losgegangenen Sprengstoffanschlag Schuld auf sich geladen, für die er nun Brenner nach zwanzig Jahren mitverantwortlich machen möchte. Der Erpressungsversuch scheitert.
Lucynna wird durch den Diebstahl förmlich aus der Bahn geworfen, ist doch ihr zweiter Karriere-Anlauf als Archäologin gescheitert. Der Ich-Erzähler registriert staunend, dass sich das Verhalten der Frau  bei sexuellen Begegnungen grundlegend geändert hat: Brenner wird von Lucylla, die sich bald wie die mit dem Unterleib der Skylla verwachsenen Hunde aufführt, beim Geschlechtsverkehr in die Gegend des linken Schlüsselbeins und in die linke Hüfte gebissen. Als die Frau ihr Kleinkind und den Mann verlassen hat, sucht der zunächst konsternierte Brenner den Grund in Lucynnas etwaiger Suche nach einer anderen archäologischen Rarität. In ihren Schriften findet er diesbezüglich einen Hinweis auf den „Salto di Tiberio“. Zur Rettung seiner Frau begibt er sich mit Lara also auf Capri.

## Form
Der Roman ist nicht wohlgeformt.
Konstruiertheit
Teilweise erscheint der Plot als lächerliche Konstruktion; zum Beispiel als Vater und Tochter an der Capri-Klippe namens Salto di Tiberio den Salto mortale der Frau Mama gerade noch verhindern können.
Divergenz
Der Ich-Erzähler referiert langatmig Wohlbekanntes – zum Beispiel seinen nervenaufreibenden Umgang mit italienischen Architekten und Bauunternehmern. Deren Gebaren erinnern den deutschen Leser unangenehm an entsprechende Handwerker-Gepflogenheiten solcher Herrschaften nördlich der Alpen. Der redundanten Nebengeschichten – textliche Zerfahrenheit verursachend – sind überhaupt viele in diesem Roman, zum Beispiel die des intriganten Sejan während der Regierungszeit des Tiberius.
Horizont
Die Archäologie-Dialoge des Ehepaares Brenner sind nach Lehrer-Schüler-Art gebaut. Der naturgemäß beschränkte Horizont eines Ich-Erzählers wird von der besserwisserischen Lucynna immer einmal geradegerückt. Weiß sie doch in archäologischen Dingen viel besser Bescheid als ihr dilettierender Gatte sowie der normale Leser. Da aber das Meiste nebulös bleibt, ergibt sich jedes Mal eine neue Unsicherheit. Weshalb hat zum Beispiel Prof. Bouchard das gestohlene Mosaik mit der Figur des Odysseus komplettiert und auf den Hügel castelluccio zurückbringen lassen? Lucynna spekuliert, ein Wissenschaftler könne nicht anders. Er müsse das Notwendige tun – koste es, was es wolle.

## Rezeption
Lützeler hält anno 2011 den Roman „für ein vielschichtiges Buch, in dem mehrere Handlungsstränge kunstvoll miteinander verbunden sind“. Der Text sei „eines der beachtlichsten literarisch-mythologischen Experimente der deutschsprachigen Gegenwartsliteratur“. Peter Schneider verwende das Stilelement Wiederholung, wenn es um den Kampf des Odysseus gegen Skylla geht. Diesen Kampf fechten Prof. Bouchard und Lucynna noch einmal aus: Die junge Polin sieht nicht Odysseus, sondern Skylla im Zentrum des Kampfgeschehens. Für Lucynnas unerklärliches Verhalten nach dem Mosaik-Diebstahl bemerkt Lützeler plausibel, die Frau fresse ihre Frustration in sich hinein.

### Verwendete Ausgabe
- Peter Schneider: Skylla. Rowohlt Taschenbuch 24080, Reinbek bei Hamburg 2006 (1. Aufl. anno 2005 in Berlin), ISBN 978-3-499-24080-5

### Sekundärliteratur
- Bernard Andreae, Baldassare Conticello: Skylla und Charybdis. Zur Skylla-Gruppe von Sperlonga. 76 Seiten mit Illustrationen, Steiner Verlag, Stuttgart 1987, ISBN 3-515-05115-5
- Paul Michael Lützeler: Das Ungeheuerliche und das Unheimliche: Peter Schneiders Roman »Skylla«. S. 157–168 in  Paul Michael Lützeler (Hrsg.), Jennifer M. Kapczynski (Hrsg.): Die Ethik der Literatur. Deutsche Autoren der Gegenwart. Wallstein Verlag, Göttingen 2011. ISBN 978-3-8353-0865-7